# Stefaniola chiwensicola
Stefaniola chiwensicola är en tvåvingeart som beskrevs av Fedotova 1998. Stefaniola chiwensicola ingår i släktet Stefaniola och familjen gallmyggor. Inga underarter finns listade i Catalogue of Life.